# Enisej
Lo Enisej (in russo Енисе́й;?  traslitterato anche in Jenisej, Yenisei; in ital. talora Ienissei o, più arcaico, Jenissei; in tuvano Улуг-Хем, Ulug-Xem; in chakasso Ким суғ, Kim suġ; in ket Хук, Chuk; in selcupo На́ндыс, Nándys, Ня́ндысе, Njándyse, o anche Пӱ̄л Тяас ӄолд, Pül Tjaas qold; in evenki Ионэси, Nonėsi; in nenec Ензя’ ям’, Enzja’ jam’) è un fiume artico della Russia siberiana centrale. Fiume più lungo della Russia, è uno dei maggiori dell'Asia e del mondo intero, sia per lunghezza che per dimensioni del bacino idrografico.

## Idronimo
L'etimologia di "Enisej" è incerta.
Il linguista Max Vasmer suggerì un'origine samoieda, rintracciabile negli idronimi delle lingue nganasan, enets e selcupa, probabilmente citata nel vocabolario di Matthias Castrén. V. K. Nikonov propose che il nome del fiume derivasse dal termine "iondessi" (иондесси), dal significato di "grande fiume" in selcupo, ostiaco o persino evenki. Più di recente, è stato speculato che "Enisej" sia una parola composta di incerta origine antico turca (o ispirata dal tuvano?), formata dai vocaboli ėne (эне), col significato di "nonna", e saj (сай), cioè "guado".
Tuttavia queste considerazioni, eccetto quella di Vasmer, rimangono false etimologie speculative in quanto non fanno riferimento a dizionari affidabili delle rispettive lingue.

## Percorso
Il fiume Enisej propriamente detto nasce nell'estremo meridione siberiano nei monti Saiani, nei pressi della città di Kyzyl nella Repubblica di Tuva; si origina dalla confluenza dei due rami sorgentiferi Grande Enisej e Piccolo Enisej.
Si dirige dapprima verso occidente, prendendo successivamente, dopo circa 250 chilometri, direzione settentrionale, aprendosi un varco nella catena dei Saiani occidentali; in questa primo tratto, fino all'incirca ad Abakan, è un fiume piuttosto turbolento, con corrente abbastanza veloce e frequenti rapide; nei pressi di Majna sul fiume è costruita una diga, originando un bacino artificiale.
Dopo Abakan si entra nel medio corso del fiume; la corrente rallenta e il fiume si allarga fino a 15 chilometri; forma dapprima il bacino di Krasnojarsk, formatosi a monte dello sbarramento di Divnogorsk, bagna Krasnojarsk e prende una direzione mediamente nordoccidentale che manterrà fino alla foce, bordando ad occidente dapprima le alture omonime, successivamente i rilievi dell'Altopiano Syverma e l'Altopiano Putorana.
Dopo la confluenza dell'Angara, a quasi 2.000 km dalla foce, si entra nel suo basso corso: il fiume è larghissimo, fino ad alcune decine di chilometri nei periodi di massima portata, molto profondo (15-25 metri) e con una corrente molto lenta, non superiore a 3-4 km/h; a queste ragguardevoli dimensioni contribuiscono gli apporti di acqua dei suoi tre principali affluenti (oltre all'Angara, la Tunguska Pietrosa e la Tunguska Inferiore). Sfocia nel mare di Kara con un delta che si insinua tra le isole Brechovskie le quali dividono il flusso del fiume in canali. Canali che sboccano nella parte meridionale dell'insenatura compresa fra le due grosse e tozze penisole di Gyda e del Tajmyr: il golfo dello Enisej.
La grande ampiezza del bacino rende possibile calcolare in diversi modi la lunghezza: come detto, il fiume propriamente detto è lungo 3.487 km, che salgono a 4.092 considerando il braccio sorgentifero del Grande Enisej e a 4.102 considerando come sorgente il Piccolo Enisej. Assumendo invece come sorgente il fiume Selenga (tributario del lago Bajkal, dal quale esce l'Angara) tale valore sale fino a 5.075 km, infine considerando il più lungo sviluppo dato dai fiumi Ider-Selenga-Angara-Enisej si arriva a una lunghezza di 5.870 km.

## Bacino

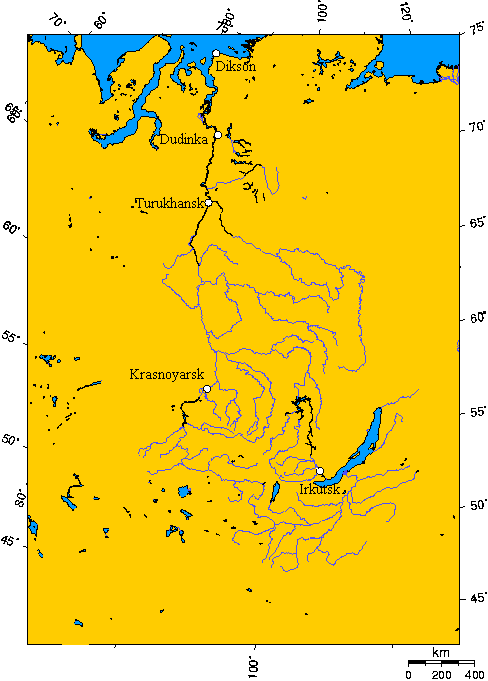
Il bacino idrografico

Il bacino dello Enisej copre una superficie di circa 2.850.000 km2, che ne fa uno dei maggiori a livello planetario, estendendosi su grande parte della Siberia centrale. Fanno parte del bacino idrografico dello Enisej, tramite il fiume Angara, anche il lago Bajkal e tutti i suoi immissari; questo fa sì che il maggiore di questi, il Selenga, sia ricompreso nel bacino che si estende perciò anche su una buona fetta di territorio mongolo.
A causa della vicinanza, ad occidente, della linea spartiacque fra lo Enisej e l'Ob', gli affluenti di sinistra sono molto meno numerosi e meno importanti di quelli di destra. Delle migliaia di affluenti, i principali sono (dalla sorgente alla foce):
- da sinistra:
  - Chemčik
  - Abakan
  - Kem'
  - Kas
  - Sym
  - Eloguj
  - Turuchan
  - Bol'šaja Cheta
  - Tanama

- da destra:
  - Mana
  - Kan
  - Angara
  - Bol'šoj Pit
  - Tunguska Pietrosa
  - Bachta
  - Tunguska Inferiore
  - Kurejka

Date le dimensioni del bacino imbrifero, anche gli affluenti hanno in qualche caso dimensioni imponenti, con subaffluenti che raggiungono lunghezze di parecchie centinaia di chilometri: è il caso, ad esempio, del Kočečum e del Tembenči, che tributano alla Tunguska Inferiore.

### Affluenti
Elenco degli affluenti dell'Enisej con più di 100 km di lunghezza:
| Fiume               | Lunghezza | Provenienza idrografica | Distanza dalla foce |
| ------------------- | --------- | ----------------------- | ------------------- |
| Malyj Enisej        | 563 km    | sinistra                | 3 487 km            |
| Bol'šoj Enisej      | 605 km    | destra                  | 3 487 km            |
| Ėlegest             | 177 km    | sinistra                | 3 454 km            |
| Chemčik             | 320 km    | sinistra                | 3 299 km            |
| Us                  | 236 km    | destra                  | 3 232 km            |
| Kantegir            | 209 km    | sinistra                | 3 061 km            |
| Oja                 | 254 km    | destra                  | 2 948 km            |
| Abakan              | 514 km    | sinistra                | 2 887 km            |
| Tuba                | 119 km    | destra                  | 2 854 km            |
| Syda                | 207 km    | destra                  | 2 795 km            |
| Ubej                | 104 km    | destra                  | 2 644 km            |
| Sisim               | 270 km    | destra                  | 2 632 km            |
| Derbina             | 146 km    | destra                  | 2 580 km            |
| Mana                | 475 km    | destra                  | 2 488 km            |
| Bazaicha            | 128 km    | destra                  | 2 468 km            |
| Kača                | 102 km    | sinistra                | 2 460 km            |
| Esaulovka           | 137 km    | destra                  | 2 418 km            |
| Kan                 | 629 km    | destra                  | 2 356 km            |
| Buzim               | 124 km    | sinistra                | 2 333 km            |
| Šilka               | 105 km    | sinistra                | 2 230 km            |
| Jagodkina           | 112 km    | destra                  | 2 201 km            |
| Angara              | 1 779 km  | destra                  | 2 137 km            |
| Kem'                | 356 km    | sinistra                | 2 045 km            |
| Bol'šoj Pit         | 415 km    | destra                  | 1 955 km            |
| Kija                | 134 km    | destra                  | 1 934 km            |
| Pučeglazicha        | 104 km    | sinistra                | 1 900 km            |
| Čistoklet'          | 137 km    | sinistra                | 1 894 km            |
| Tis                 | 237 km    | destra                  | 1 873 km            |
| Kas                 | 464 km    | sinistra                | 1 817 km            |
| Galaktionicha       | 123 km    | sinistra                | 1 775 km            |
| Sym                 | 694 km    | sinistra                | 1 765 km            |
| Vorogovka           | 202 km    | destra                  | 1 689 km            |
| Dubčes              | 433 km    | sinistra                | 1 670 km            |
| Tunguska Pietrosa   | 1 865 km  | destra                  | 1 571 km            |
| Bol'šaja Varlamovka | 196 km    | destra                  | 1 436 km            |
| Bachta              | 498 km    | destra                  | 1 425 km            |
| Sarčicha            | 214 km    | sinistra                | 1 422 km            |
| Verchnij Imbak      | 157 km    | destra                  | 1 325 km            |
| Eloguj              | 464 km    | sinistra                | 1 311 km            |
| Komsa               | 121 km    | destra                  | 1 306 km            |
| Artjugina           | 158 km    | sinistra                | 1 279 km            |
| Nižnij Imbak        | 232 km    | destra                  | 1 214 km            |
| Fat'janicha         | 211 km    | destra                  | 1 184 km            |
| Pakulicha           | 208 km    | sinistra                | 1 154 km            |
| Suchaja Tunguska    | 212 km    | destra                  | 1 058 km            |
| Tunguska Inferiore  | 2 989 km  | destra                  | 990 km              |
| Turuchan            | 639 km    | sinistra                | 971 km              |
| Anguticha           | 158 km    | sinistra                | 918 km              |
| Kurejka             | 888 km    | destra                  | 863 km              |
| Sucharicha          | 131 km    | destra                  | 735 km              |
| Bol'šaja Igarka     | 156 km    | sinistra                | 696 km              |
| Chantajka           | 174 km    | destra                  | 606 km              |
| Grjaznaja           | 125 km    | sinistra                | 558 km              |
| Fokina              | 115 km    | destra                  | 541 km              |
| Dudinka             | 200 km    | destra                  | 401 km              |
| Suchaja Dudinka     | 150 km    | destra                  | 371 km              |
| Malaja Cheta        | 298 km    | sinistra                | 333 km              |
| Bol'šaja Cheta      | 646 km    | sinistra                | 325 km              |
| Tanama              | 521 km    | sinistra                | canale Derjabinskij |
| Jakovleva           | 187 km    | destra                  | 114 km              |
| Gol'čicha           | 115 km    | destra                  | 31 km               |

## Regime

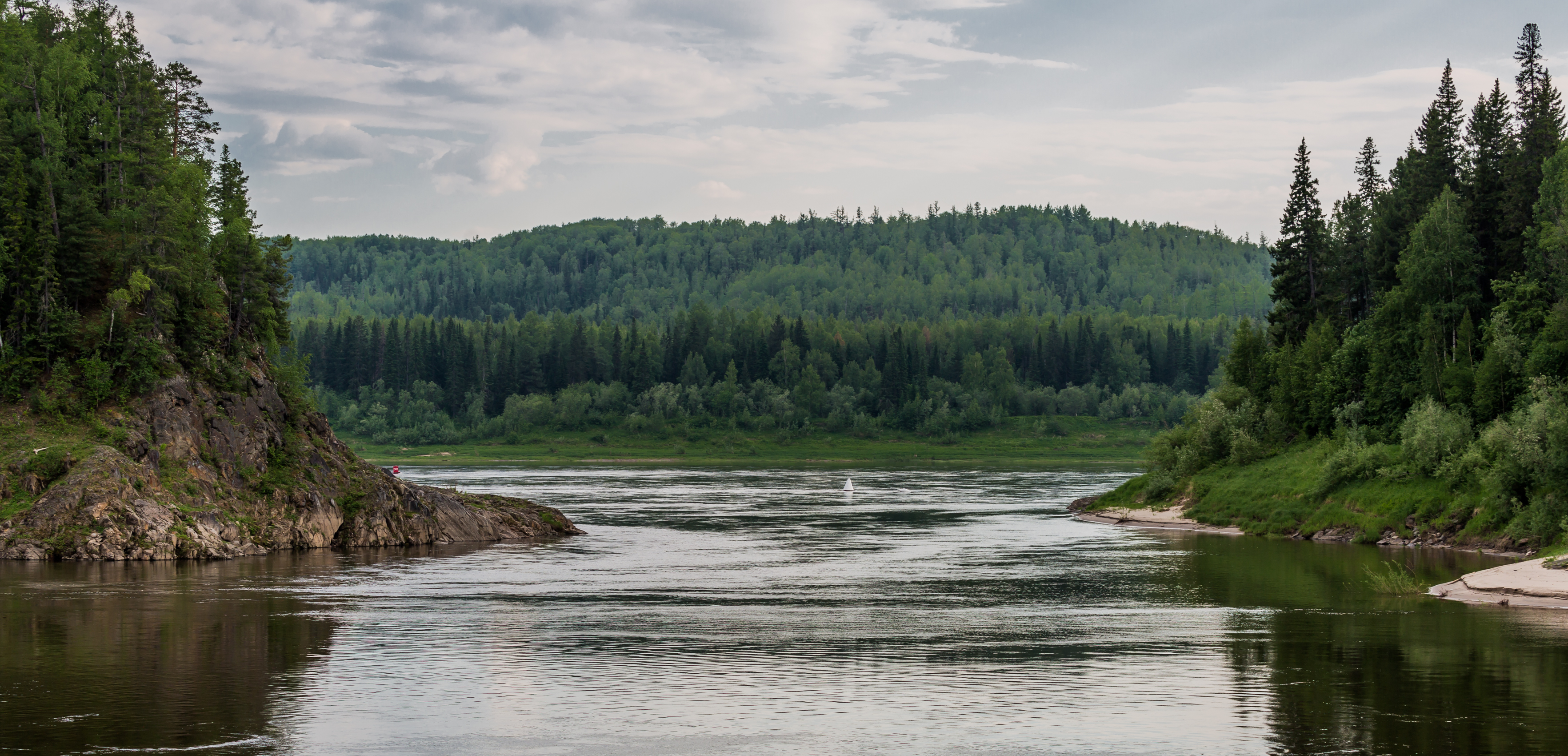
Il fiume Enisej

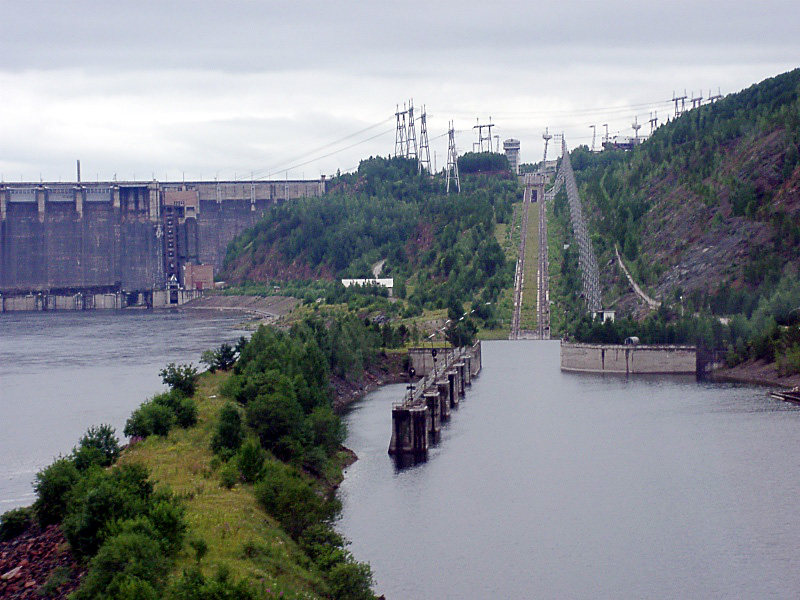
La diga di Divnogorsk

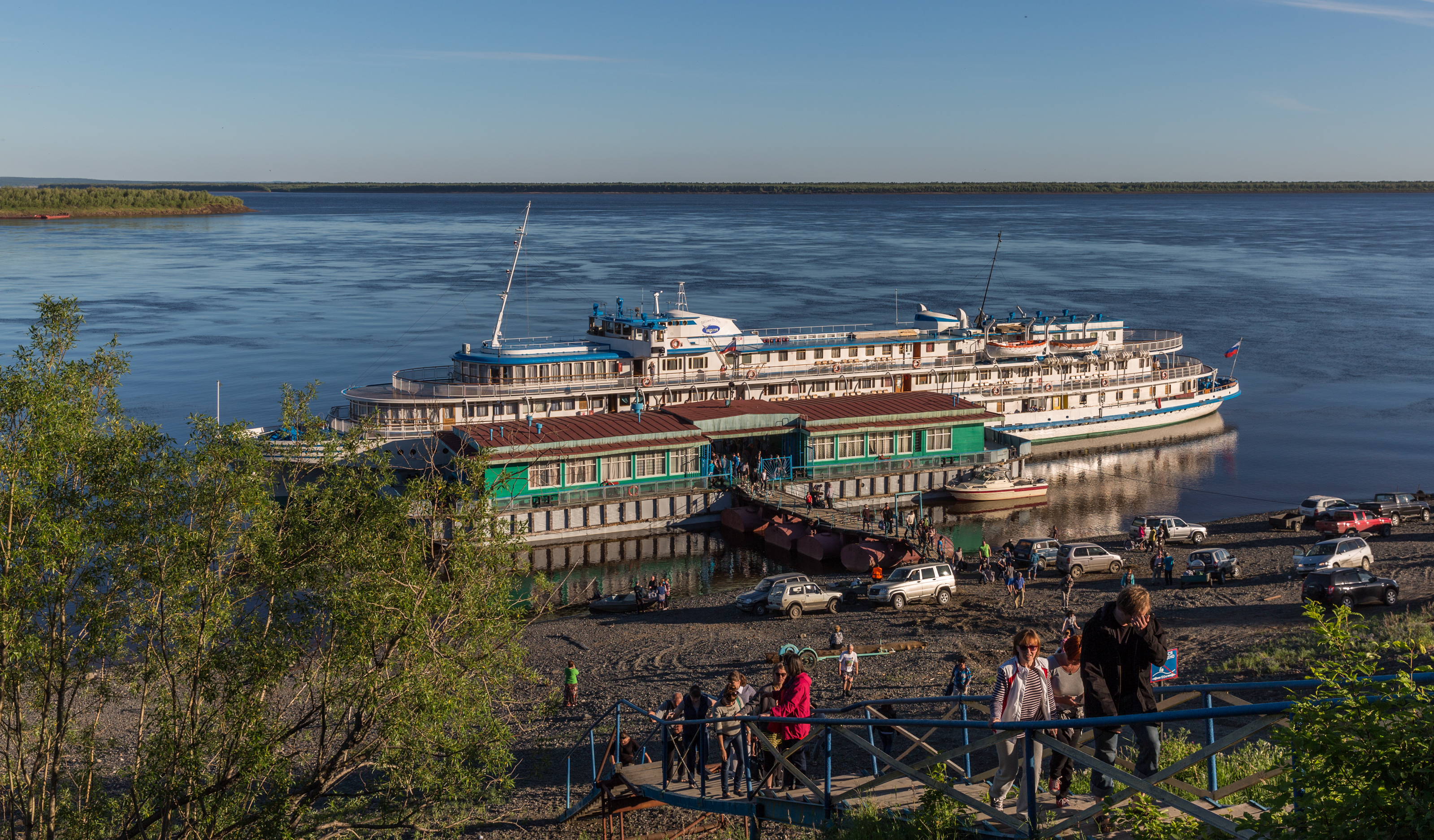
Traghetto attraccato a Turuchansk

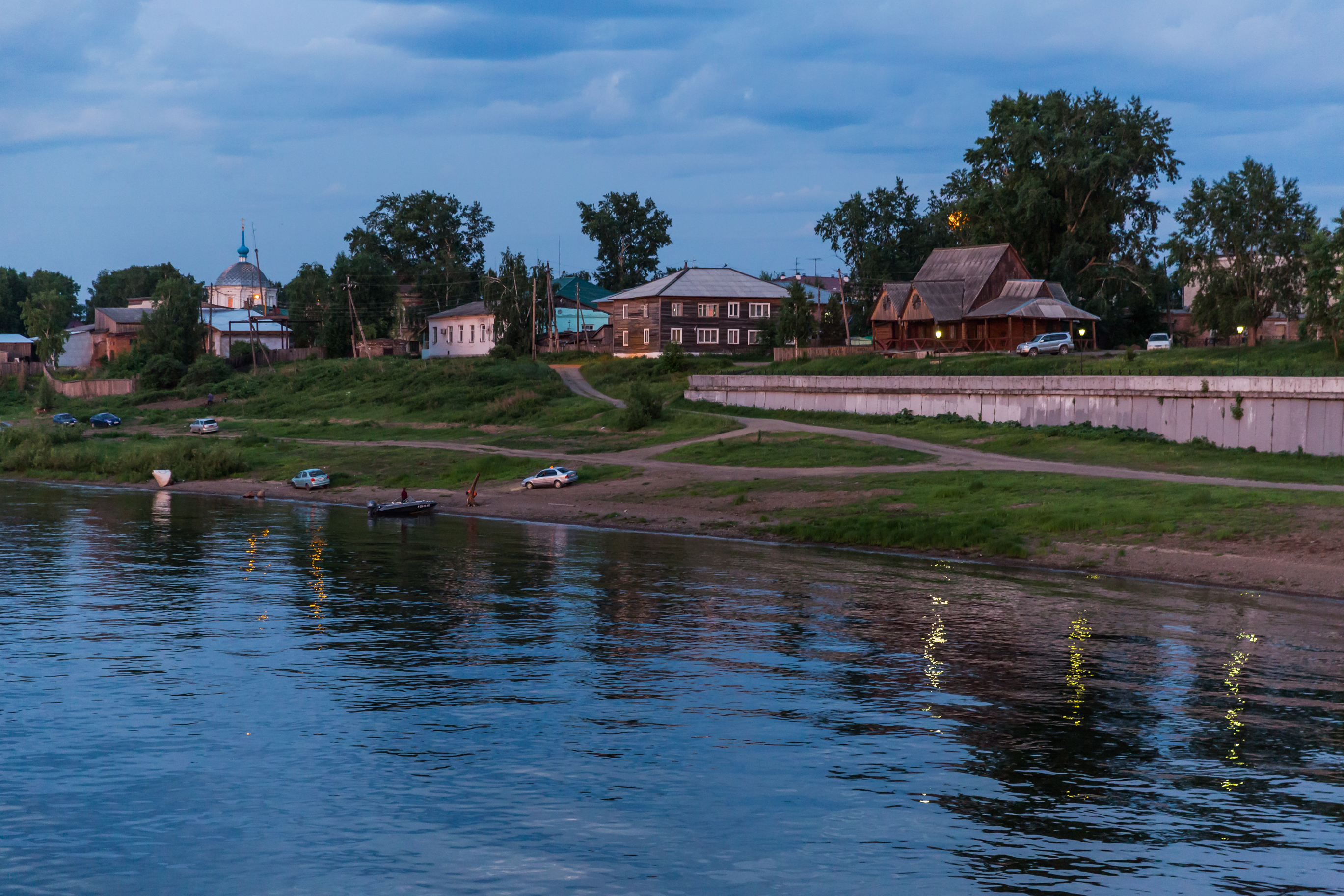
Il fiume Enisej a Enisejsk

Lo Enisej ha un regime analogo a quello degli altri fiumi siberiani, piuttosto semplice nonostante la vastità del bacino.
L'inverno è la stagione in cui si registrano le portate minime, principalmente a causa della scarsità di precipitazioni e del congelamento delle acque superficiali; a partire dalla tarda primavera comincia la fusione del ghiaccio e della neve, che provoca un grosso aumento della portata d'acqua; tali valori restano elevatissimi per tutta l'estate e cominciano a calare con l'inizio dell'autunno, in concomitanza con i primi geli e con il calo delle precipitazioni.
Come gli altri due grandi fiumi siberiani (la Lena e l'Ob'), anche lo Enisej ha, vista la lunghezza e il percorso sud-nord, periodi di gelo differenti fra il suo corso superiore (nel quale è sigillato da novembre alla fine di aprile) e inferiore (dove il ghiaccio dura da ottobre ai primi di giugno); come risultato, nella tarda primavera si hanno gigantesche inondazioni derivanti, oltre che dalla grande quantità di acqua proveniente dalla fusione dei ghiacci e delle nevi, anche dall'effetto di "sbarramento" esercitato dai ghiacci ancora presenti nel basso corso.

### Portate medie mensili
Nel grafico seguente viene illustrato l'andamento medio della portata d'acqua presso Igarka, nel basso corso.